# Biološki terorizem
Biološki terorizem (tudi bioterorizem) je oblika terorizma, pri kateri teroristi namerno uporabijo (izpustijo) biološko orožje oz. biološke agente. 
Med bolj znane bioteroristične napade 20. stoletja sodijo:
- biološki napad v Dallesu leta 1984 s strani privržencev Rajneesha; z salmonelo so zastrupili solatne bare v desetih restavracijah; nihče ni umrl, medtem ko se je okužilo več kot 740 prebivalcev[1]. To je bil tudi prvi bioteroristični napad v ZDA v 20. stoletju[2][3].
- izpust sarina na Tokijski podzemni železnici leta 1995 s strani Aum Shinrikyoja; umrlo je 12 potnikov in ranjenih je bilo med 980 (uradno) in 5.000 ljudi (ocene).[4].
- pošiljanje pisem z antraksom leta 2001 na različne naslove v ZDA; umrlo je 5 ljudi in 17 se jih je okužilo[5].

Posebna oblika bioterorizma pa (ostaja za enkrat še teoretična možnost) je t. i. genetski bioterorizem; ko s pomočjo genetike razvijejo take biološke agente, kateri so usmerjeni za delovanje točno na določeno skupino ljudi (rasa, spol,...).

## Zanimivosti
Bioterorizem je tudi izbirni predmet na Biotehniški fakulteti v Ljubljani.